# Перемирие (фильм, 1997)
«Перемирие» (итал. La tregua) — кинофильм режиссёра Франческо Рози, вышедший на экраны в 1997 году. Стал последним в творчестве режиссёра. Снят по автобиографической повести Примо Леви «Передышка» (итал. «La tregua»), получившей премию «Кампьелло». Сценарий написал итальянский поэт, писатель Тонино Гуэрра. В создании фильма принимали участие Италия, Франция, Германия, Швейцария.

## Сюжет
Фильм повествует о возвращении домой в Турин освобожденного советскими солдатами пленного из концлагеря «Аушвиц». Герой фильма — итальянец еврейского происхождения Примо. На протяжении всего фильма зрителям вместе с Примо и другими персонажами предстоит проделать трудный путь домой через послевоенную Польшу, Румынию и другие Европейские страны. И трудность эта заключена не столько в отсутствии средств передвижения и проблемах с пропитанием, сколько во внутреннем осознании ужасов войны, сохранении в себе гуманности и милосердия. Фильм не содержит батальных сцен и драматических поворотов событий, он, прежде всего, о переживаниях людей, их страхах и поиске себя в предложенных реалиях.

## В ролях
- Джон Туртурро — Примо Леви
- Раде Шербеджия — грек
- Массимо Гини — Чезаре
- Стефано Дионизи — Даниэле
- Теко Селио — полковник Рови
- Роберто Читран — Унвердорбен
- Клаудио Бизио — Феррари
- Агнешка Вагнер — Галина
- Лоренца Индовина — Флора
- Александр Ильин — монгол
- Татьяна Черкасова — Ирина
- Анатолий Васильев — доктор Готлиб

## Награды и номинации
Каннский кинофестиваль — 1997 год
- Лучший фильм (реж. Франческо Рози) — номинация

Давид ди Донателло — 1997 год
- Лучший фильм (Франческо Рози) — награда
- Лучший режиссёр (Франческо Рози) — награда
- Лучший продюсеру (Гуидо де Лаурентиис) — награда
- Лучший монтаж (Руджеро Мастроянно, Бруно Сарандреа) — награда
- Лучшая женская роль второго плана (Лоренца Индовина) — номинация